# (34330) 2000 QB209
2000 QB209 (asteroide 34330) é um asteroide da cintura principal. Possui uma excentricidade de 0.10622420 e uma inclinação de 5.30504º.
Este asteroide foi descoberto no dia 31 de agosto de 2000 por LINEAR em Socorro.